# 玲珑 (霹雳)

玲珑街景

玲珑是马来西亚霹雳州北部的一个市镇，位于怡保以北约100公里，毗邻宜力和天猛莪水坝。